# Fossa sèptica

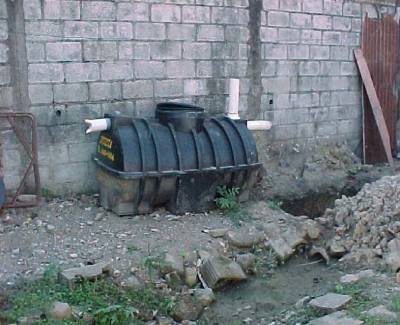
Fosa sèptica prefabricada.

Les fosses sèptiques són unitats de tractament primari de les aigües negres. En elles es realitza la separació i transformació físico-química de la matèria orgànica continguda en aquestes aigües. Es tracta d'una forma senzilla i econòmica de tractar les aigües negres i està indicada (preferentment) per a zones rurals o residències situades en paratges aïllats que no tenen possibilitat de connexió amb el clavegueram. No obstant això, el tractament no és tan complet com en una estació per a tractament d'aigües negres EDAR

## Conceptes i normes
Les aigües negres in natura han de ser dipositades en un tanc o en una fossa perquè amb el menor flux de l'aigua, la part sòlida es pugui dipositar, alliberant la part líquida. Una vegada fet això, determinats bacteris anaeròbics actuen sobre la part sòlida de les aigües negres descomponent-les. Aquesta descomposició és important, car deixa les aigües negres residuals amb menys quantitat de matèria orgànica, ja que la fossa elimina prop del 40% de la demanda biològica d'oxigen, i així la mateixa pot retornar-se a la naturalesa amb menor perjudici per a ella.
A causa de la possibilitat de presència d'organismes patògens, la part sòlida ha de ser retirada, a través d'un canal netejafosses i transportada a un abocador en les zones urbanes o enterrada en zones rurals.
Directives de protecció de l'ambient en la Unió Europea
En conseqüència amb les directives de protecció de l'ambient, no són vàlides aquestes solucions en el territori de la Unió Europea. Les fosses sèptiques han de ser revisades i buidades amb certa periodicitat (depenent de les seves característiques, localització i disseny). Aquest procés ha de ser realitzat per companyies especialitzades (pouers), dotades de les oportunes certificacions i autoritzacions. Els residus obtinguts han de processar-se en instal·lacions adequades i específiques (com assecadores de llots i depuradores), i els residus finals han d'eliminar-se d'una forma regulada pels organismes oficials rellevants. Actualment existeixen dipòsits adequadament condicionats; però aquesta solució no és permanent, i pot resultar modificada per noves ordenances municipals, autonòmiques o estatals.
Després de la digestió anaeròbica del residu, l'ambient d'una fossa està saturat de gasos orgànics (metà, nitrogen, monòxid i diòxid de carboni principalment) i amb un gran defecte d'oxigen. Per això, no s'ha d'entrar en elles sense abans deixar-les ventilar; havent d'usar-se a més mitjans auxiliars de respiració (màscares d'oxigen autònomes, o bombes de airejació), com exigeix la reglamentació de Prevenció de Riscos Laborals.
En el tractament primari dels residus urbans, sobretot en zones rurals, poden usar-se les fosses sèptiques, tancs de forma generalment cilíndrica, en els quals es realitza la transformació i separació de la matèria sòlida continguda en les aigües residuals. És possible trobar-los ja prefabricats. El tanc prefabricat de menor grandària té una capacitat d'aproximadament mil litres, amidant 1,1×1,1 m (longitud×diàmetre). Per a volums majors és recomanable que la longitud sigui superior al doble del diàmetre.

### Fosses sèptiques construïdes "in situ"
Una fossa sèptica construïda sobre el terreny té un format rectangular o cilíndric. Per a funcionar correctament, han de tenir unes dimensions determinades segons un projecte d'enginyeria específic. L'execució d'aquest tipus de fossa sèptica comença amb l'excavació del pou en el terreny on la fossa va a quedar enterrada.